# Weidmatt (Bern)

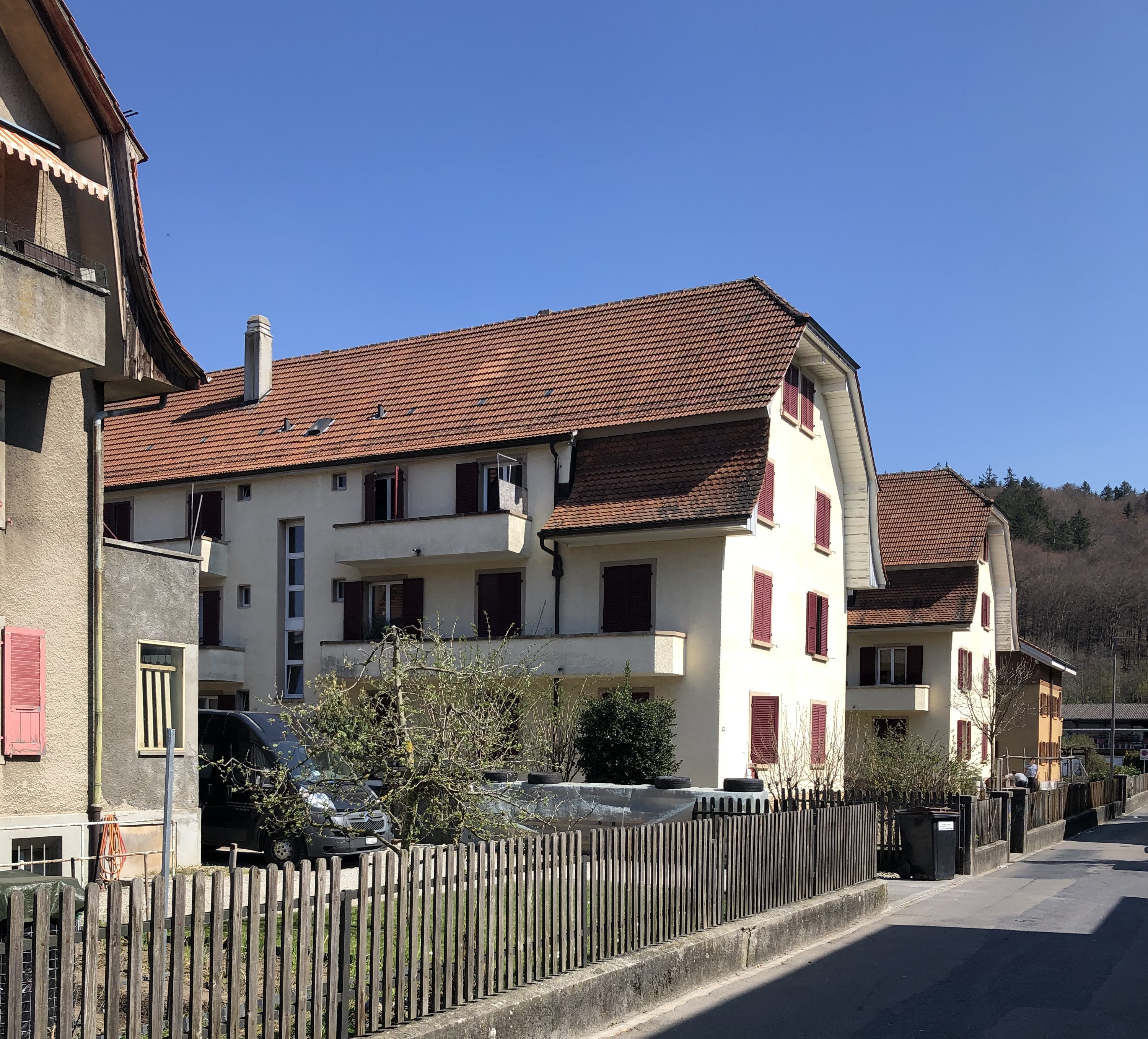
Wohnbebauung Weidmatt

Die Weidmatt ist ein Quartier der Stadt Bern. Es gehört zu den 2011 bernweit festgelegten 114 gebräuchlichen Quartieren und liegt im Stadtteil VI Bümpliz-Oberbottigen, dort im statistischen Bezirk Bümpliz.  Angrenzend sind die Bümplizer Quartiere Bodenweid, Bümpliz Süd, Kleefeld, Wangenmatt und Hohliebe. Im Süden grenzt es an den Könizbergwald im Stadtteil III Mattenhof-Weissenbühl, die Grenze bildet die Autobahn A12.
Im Jahr 2022 betrug die Wohnbevölkerung 575 Personen, davon 316 Schweizer und 259 Ausländer.
Im östlichen Teil befindet sich die Wohnbebauung in Form einer Reihenhaussiedlung. Beidseits der Freiburgstrasse finden sich Betriebe und Gewerke, vor allem Werkstätten (Garagen) verschiedener Hersteller von PKW. Da es im Quartier an Möglichkeiten fehle, sich zu treffen bzw. für Kinder zu spielen, haben die Fachstelle Kinder & Jugend und die Quartierarbeit Bern West (Quartierarbeit der Vereinigung Berner Gemeinwesenarbeit, VBG) eine Initiative «Unsere Weidmatt» ins Leben gerufen, die von der Katholischen Kirche unterstützt wird.
Der Bahnhof Bümpliz Süd (Linien Bern–Freiburg und Bern–Laupen) verbindet mit den S-Bahn-Linien S1 und S2 das Gebiet mit dem Zentrum. Die Buslinien 27 und 31 verkehren tangential. Mit dem Autobahnanschluss Bern-Bümpliz/Köniz ist das Quartier an die Autobahn A12 des Schweizer Nationalstrassennetzes angeschlossen.